# اون‌بی‌اونیوم
اون‌بی‌اونیوم (انگلیسی:Unbiunium) یا اکا-اکتینیوم که به عنوان نام‌ عنصر 121 شناخته شده است، یک عنصر شیمیایی احتمالی و فرضی در جدول تناوبی است که با نماد Ubu و عدد اتمی 121 نشان‌داده می‌شود. اون بی‌اونیوم و Ubu نام و نماد موقت سیستماتیک IUPAC هستند که تا زمان کشف، تأیید و تعیین یک نام دائم برای این عنصر استفاده می‌شوند. در جدول تناوبی عناصر، انتظار می‌رود اون بی‌اونیوم اولین عنصر از سوپراکتینیدها و سومین عنصر در دوره هشتم باشد. این عنصر به دلیل برخی پیش‌بینی‌ها که ممکن است در جزیره‌ی پایداری قرار داشته باشد، توجه بسیاری را به خود جلب کرده است. همچنین احتمالاً اولین عنصر از گروه جدید g خواهد بود.
با وجود تلاش‌های متعدد تیم‌های روسی و آلمانی هنوز سنتز نشده‌است. براساس شواهد تجربی ترکیب عناصر دوره 8 بسیار سخت‌تر از عناصر شناخته‌شده قبلی است.

## تاریخچه
تولید عناصر فوق سنگین بسته به سطح انرژی بر انگیختگی هسته ی تولیدی توسط واکنش‌های فیوژن "داغ" و "سرد" صورت می پذیرد، در واکنش‌های فیوژن داغ، ذرات سبک و پر انرژی به سمت تارگت‌های بسیار سنگین (اکتینیدها) شتاب داده می‌شوند که باعث تشکیل هسته‌های ترکیبی با انرژی تحریک بالا (حدود 40-50 مگاالکترون ولت) می‌شود که ممکن است به هسته های کوچکتری شکافته شده یا تا چند نوترون (3 تا 5) تبخیر شوند. در واکنش‌های فوزیون سرد (که از ذرات سنگین‌تر، معمولاً از دوره چهارم جدول تناوب، و تارگت‌های سبک‌تر، معمولاً سرب و بیسموت، استفاده می‌شود)، هسته‌های فوزیون تولید شده انرژی تحریک نسبتاً پایینی دارند (حدود 10-20 مگاالکترون ولت) که احتمال تجربه واکنش‌های شکافت را کاهش می‌دهد. هسته‌های فیوژن در زمانی که به حالت پایه خنک می‌شوند، تنها یک یا دو نوترون از خود منتشر می نمایند. با این حال، واکنش‌های فیوژن داغ به تولید محصولاتی با تراکم نوترون بالاتر منتهی می‌شوند زیرا اکتینیدها نسبت نوترون به پروتون بالاتری نسبت به هر عنصر دیگری دارند که در حال حاضر می‌توان به صورت ماکروسکوپی تولید نمود؛ در حال حاضر این تنها روشی است که امکان تولید عناصر فوق سنگین از فلرویوم (عنصر 114) به بعد وجود دارد.

## نیم عمر و هم‌مکان‌ها
نیم عمر هسته‌ها با افزایش عدد اتمی بعد از کوریم، عنصر ۹۶، که نیمه عمر آن چهار مرتبه بزرگتر از هر عنصر با اعداد بالاتر شناخته شده فعلی است، بسیار کاهش می‌یابد. تمام ایزوتوپ‌های با عدد اتمی بالاتر از ۱۰۱ با نیمه عمر کمتر از ۳۰ ساعت تحت واپاشی رادیواکتیو قرار می‌گیرند. هیچ عنصری با اعداد اتمی بالاتر از ۸۲ (پس از سرب) ایزوتوپ پایدار ندارد. با این وجود، به دلایلی که هنوز به خوبی درک نشده است، یک افزایش جزئی در پایداری هسته ای در اطراف اعداد اتمی ۱۱۴-۱۱۰ وجود دارد که منجر به ظهور چیزی می‌شود که در فیزیک هسته‌ای به عنوان "جزیرهٔ پایداری" شناخته می شود. این مفهوم توسط استاد دانشگاه کالیفرنیا، گلن سیبورگ پیشنهاد شده و از اثرات تثبیت کننده پوسته‌های هسته‌ای بسته در اطراف Z = ۱۱۴ (یا شاید ۱۲۰، ۱۲۲، ۱۲۴، یا ۱۲۶) و N = ۱۸۴ (و شاید N = ۲۲۸) ناشی می شود. ، توضیح می دهد که چرا عناصر فوق سنگین بیشتر از آنچه پیش بینی می شد دوام می آورند. در واقع، وجود عناصر سنگین‌تر از روترفوردیوم را می‌توان به اثرات پوسته و جزیره پایداری اثبات کرد، زیرا شکافت خود به خودی به سرعت باعث از هم پاشیدن چنین هسته‌هایی در مدلی می‌شود که چنین عواملی را نادیده می‌گیرد.
یک محاسبه در سال ۲۰۱۶ از نیمه عمر ایزوتوپ‌های آنبیونیوم از 290Ubu تا 339Ubu نشان داد که ایزوتوپ‌های 290Ubu تا 303Ubu محدود نمی‌شوند و از طریق گسیل پروتون تجزیه می‌شوند، ایزوتوپ‌های 304Ubu تا 314Ubu از 290Ubu تا 339 و آلفا از 314Ubu15 متحمل می‌شوند. 339Ubu دچار شکافت خود به خودی می شود. فقط ایزوتوپ‌های 309Ubu تا 314Ubu می‌توانند عمر واپاشی آلفا به اندازه‌ای طولانی داشته باشند که در آزمایشگاه‌ها شناسایی شوند، زنجیره‌های فروپاشی شروع می‌شوند که به شکافت خود به خود در موسکوویوم، تنسین یا ununenium ختم می‌شوند. اگر درست باشد، این یک مشکل جدی برای آزمایش‌هایی که هدفشان سنتز ایزوتوپ‌های unbiunium است، ایجاد می‌کند، زیرا ایزوتوپ‌هایی که واپاشی آلفای آن‌ها قابل مشاهده است، با هیچ ترکیبی از هدف و پرتابه که در حال حاضر قابل استفاده هستند، قابل دسترسی نیستند. محاسبات در سال‌های ۲۰۱۶ و ۲۰۱۷ توسط همان نویسندگان بر روی عناصر ۱۲۳ و ۱۲۵ نشان می‌دهد که یک نتیجه کمتر تیره‌کننده است، با زنجیره‌های واپاشی آلفا از هسته‌های قابل دسترس‌تر 300-307Ubt که از unbiunium عبور می‌کنند و به بوهریوم یا نیهونیوم منتهی می‌شوند. همچنین پیشنهاد شده است که فروپاشی خوشه ای ممکن است یک حالت واپاشی قابل توجه در رقابت با واپاشی آلفا و شکافت خود به خودی در منطقه گذشته از Z = ۱۲۰ باشد، که مانع دیگری برای شناسایی تجربی این هسته ها خواهد بود.